# Condado de Sandoval
El condado de Sandoval es uno de los 33 condados del estado estadounidense de Nuevo México. La sede del condado es Bernalillo, al igual que su mayor ciudad. El condado tiene un área de 9620 km² (de los cuales 13 km² están cubiertos por agua) y una la población de 89 908 habitantes, para una densidad de población de 9 hab/km² (según censo nacional de 2000). Este condado fue fundado en 1903.

## Evolución demográfica
A continuación se presenta una tabla que muestra la evolución de la población entre 1900 y 1990
| Año        | 1900 | 1910 | 1920 | 1930   | 1940   | 1950   | 1960   | 1970   | 1980   | 1990   |
| ---------- | ---- | ---- | ---- | ------ | ------ | ------ | ------ | ------ | ------ | ------ |
| Habitantes | n.d. | 8579 | 8863 | 11 144 | 13 898 | 12 438 | 14 201 | 17 492 | 34 799 | 63 319 |

## Geografía

### Condados Adyacentes
- Condado de Río Arriba - norte
- Condado de Los Álamos - nordeste
- Condado de Santa Fe - este
- Condado de Bernalillo - sur
- Condado de Cíbola - suroeste
- Condado de McKinley - oeste
- Condado de San Juan - noroeste

### Reservas indias
El Condado tiene 12 reservas indias
- Pueblo de Cochiti (parcialmente en el condado de Santa Fe, Nuevo México)
- Pueblo de Jemez
- Reservación indígena apache de Jicarilla (parcialmente en el condado de Río Arriba, Nuevo México)
- Pueblo de Laguna (parcialmente en los condados de Bernalillo, Cíbola y Valencia en Nuevo México)
- Nación Navajo (compartida entre seis condados de Nuevo México, tres de Arizona y uno en Utah)
- Pueblo de San Felipe
- Área de uso común de San Felipe/Santa Ana

- Área de uso común de San Felipe/Santo Domingo
- San Ildefonso Pueblo (parcialmente en el condado de Santa Fe)
- Pueblo de Sandía (parcialmente en el condado de Bernalillo)
- Pueblo de Santa Ana
- Pueblo de Santa Clara (parcialmente en los condado de Río Arriba y Santa Fe)
- Pueblo de Santo Domingo (parcialmente en el condado de Santa Fe)
- Pueblo de Zía

### Áreas nacionales protegidas
- Monumento Nacional de Bandelier
- Bosque Nacional de Cíbola
- Monumento Nacional Kasha-Katuwe Tent Rocks
- Bosque Nacional de Santa Fe
- Reserva Nacional de los Valles Caldera